# Paul-Henri Vergnes
Paul-Henri Vergnes est un ténor français né le 11 mai 1905 à Lagrasse et décédé le 21 avril 1974 à Paris 8e.

## Biographie
Élève au Conservatoire de Paris, il fait ses débuts à l’Opéra en 1928 et se produit à l’Opéra-comique à partir de 1933.
Il chanta à l’Opéra Garnier, et se produit dans Faust, Persée, Roméo et Juliette et dans La traviata de Giuseppe Verdi.
Il met un terme à sa carrière en 1956.
Il est inhumé au cimetière du Père-Lachaise (93e division).

## Discographie
- Extraits de Faust - enregistrements de 1903 à 1946. Malibran. MR 617